# Angola
Angola (phát âm tiếng Bồ Đào Nha: [ɐ̃ˈɡɔlɐ], phiên âm tiếng Việt: An-gô-la), tên chính thức là Cộng hòa Angola (tiếng Bồ Đào Nha: República de Angola, phát âm tiếng Bồ Đào Nha: [ʁɛ'publikɐ dɨ ɐ̃'gɔlɐ]) là một quốc gia ở miền nam châu Phi, nằm bên bờ Đại Tây Dương. Nước này có chung biên giới với Namibia, Cộng hòa Dân chủ Congo, và Zambia. Tỉnh Cabinda tách bên ngoài quốc gia của Angola có chung biên giới với Cộng hòa Congo. Là một thuộc địa cũ của Bồ Đào Nha do đó, còn có tên khác là miền Tây Bồ Đào Nha. Cuộc nội chiến tại vẫn còn tiếp diễn sau khi Angola độc lập cho đến thập niên 2000. Nước này trên danh nghĩa là một nền dân chủ và tên trước kia của nó là Cộng hòa Angola.
Tên Angola bắt nguồn từ N'gola của nhóm ngôn ngữ Bantu, đây là tên hiệu của người cai trị vùng đất này trước khi bị cai trị bởi Bồ Đào Nha. Luanda là thủ đô và thành phố lớn nhất của Angola. Tiếng Bồ Đào Nha là ngôn ngữ chính thức, các tiếng trong nhóm ngôn ngữ Bantu chỉ được dùng trong các vùng hẻo lánh.
Angola là một trong những quốc gia giàu tài nguyên thiên nhiên bậc nhất châu Phi. Quốc gia này có nguồn dầu mỏ, khí thiên nhiên, kim cương và nhiều loại khoáng sản khác. Mặc dù vậy, nước này vẫn thuộc nhóm kém phát triển, phần lớn dân số đang sống dưới mức nghèo đói, Angola cũng là một trong những quốc gia có tuổi thọ trung bình thấp nhất và tỷ lệ tử vong trẻ sơ sinh cao nhất trên thế giới.

## Địa lý

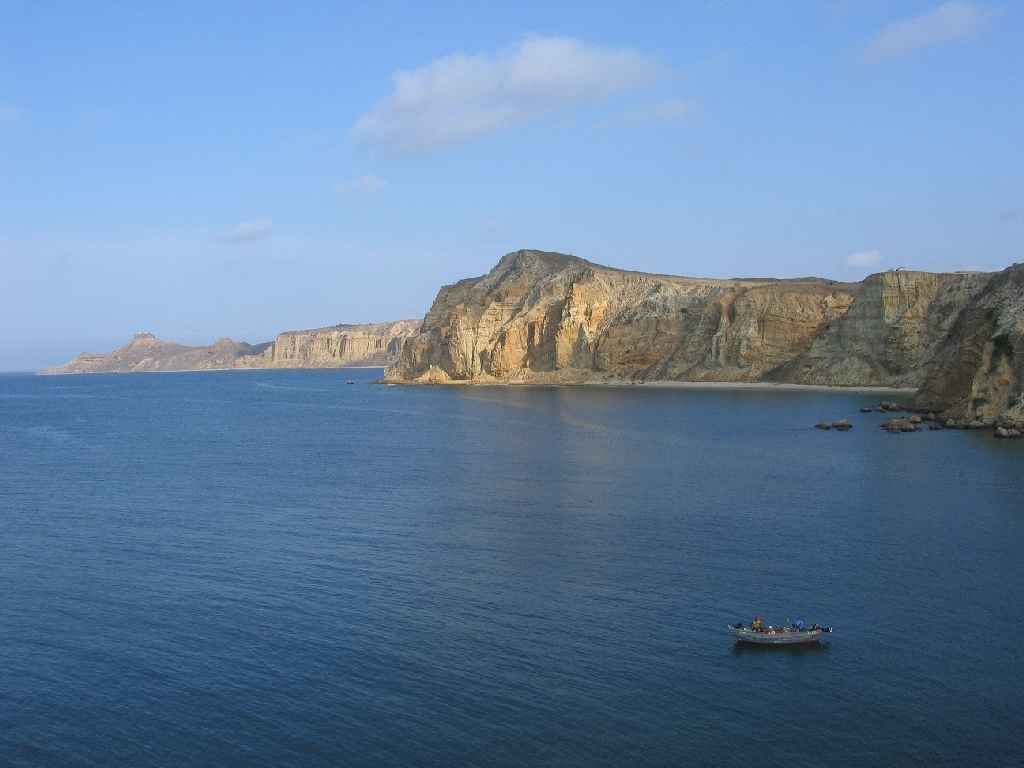
Bãi biển Coatinha ở Benguela.

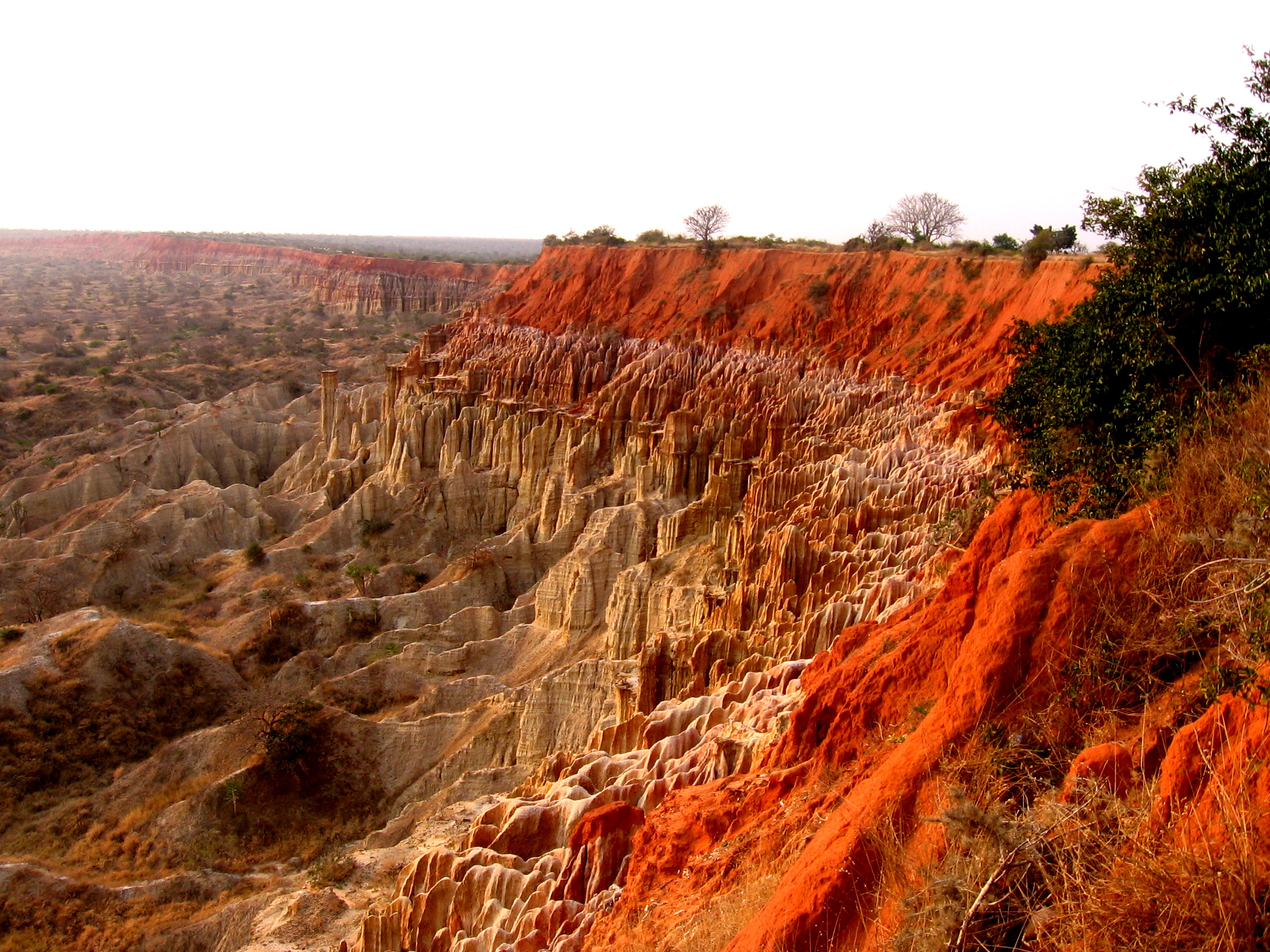
Thung lũng Miradouro da Lua (Thung lũng của mặt Trăng cách thủ đô Luanda 40 km về phía nam.

Với diện tích 1.246.700 km² ( Lưu trữ ngày 9 tháng 5 năm 2007 tại Wayback Machine), Angola là nước lớn thứ hai ba châu Phi (sau Niger). Nó có kích cỡ tương tự Mali và gần gấp hai lần bang Texas của Hoa Kỳ.
Angola có chung biên giới với Namibia ở phía nam, Zambia ở phía đông, Cộng hòa Dân chủ Congo ở phía đông bắc, và Nam Đại Tây Dương ở phía tây. Tỉnh ngoài lãnh thổ Cabinda có chung biên giới với Cộng hòa Congo ở phía bắc. Thủ đô Angola, Luanda, nằm trên bờ Đại Tây Dương ở phía tây bắc đất nước. Nhiệt độ trung bình vùng bờ biển của Angola là 16 °C (60 độ Fahrenheit) vào mùa đông và 21 °C (70 độ Fahrenheit) vào mùa hè.

## Lịch sử

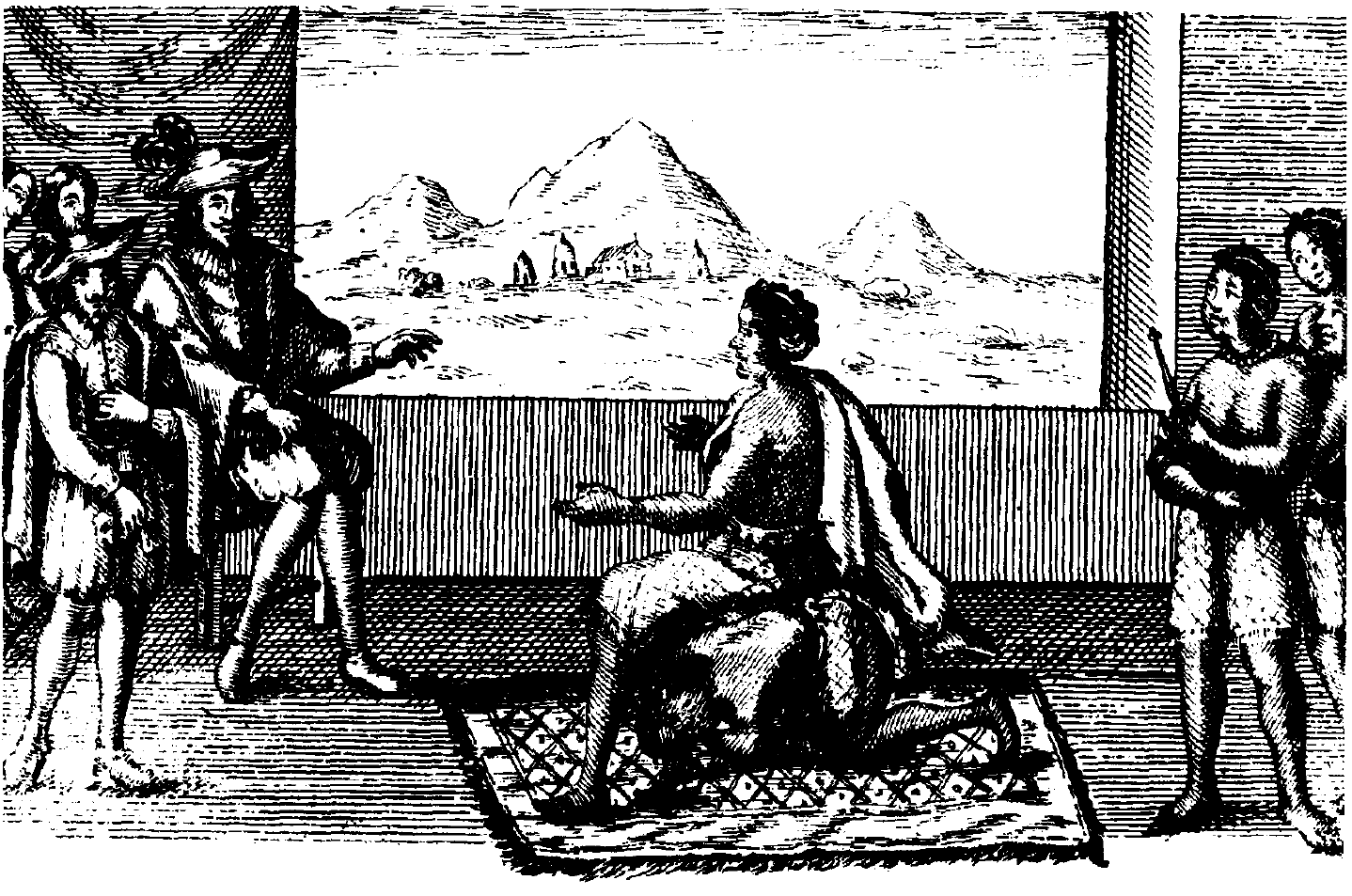
Nữ hoàng Nzinga trong cuộc đàm phán hòa bình với Toàn quyền Bồ Đào Nha tại Luanda, 1657.

Những người dân đầu tiên sống ở vùng này là những người săn bắn hái lượm Khoisan. Sau này họ đã bị các bộ tộc Bantu thay thế trong những cuộc di cư của bộ tộc này. Trước thời kì thuộc địa, vùng lãnh thổ này là nơi định cư của người Bantu. Vương quốc được đặt theo tên của nhà vua N' Gola, gọi là N' Dongo. Năm 1482, nhà hàng hải Bồ Đào Nha Diogo Cão phát hiện ra vùng đất này. Từ đó, tình trạng mua bán nô lệ ngày càng gia tăng, làm suy yếu đất nước.
Người Bồ Đào Nha bắt đầu cuộc chinh phục vương quốc N' Dongo và đánh bại vương quốc N' Dongo vào năm 1622. Tuy nhiên, cuộc kháng chiến của người bản xứ vẫn tiếp tục dưới sự dẫn dắt của một phụ nữ thuộc dòng dõi hoàng gia, A-Nzinga. Bị đánh bại vào năm 1648, A-Nzinga phải rút lui sâu vào những vùng mà thực dân Bồ Đào Nha không thể thâm nhập được. Năm 1665, Angola trở thành thuộc địa của Bồ Đào Nha. Năm 1704, thực dân Bồ Đào Nha đã thiêu sống một thiếu nữ tên là Kimpa Vita vì đã huy động hàng ngàn người nổi dậy.
Sau khi mất quyền sở hữu Brasil (1822), thực dân Bồ Đào Nha tiến hành các cuộc thám hiểm và chinh phục sâu vào bên trong lãnh thổ (1852). Họ lao vào cuộc chiến tấn công vương quốc của người Ovimbundu (1890-1904), đương đầu với người Lundas (1894-1926).
Năm 1954, Agostinho Neto và Mario de Andrade thành lập Phong trào Nhân dân Giải phóng Angola (MPLA). Từ năm 1955, Angola trở thành tỉnh hải ngoại của Bồ Đào Nha. Năm 1961, cuộc nổi dậy ở Luanda mở đầu cuộc chiến tranh giành độc lập nhưng phong trào chủ nghĩa dân tộc bị chia rẽ.
Năm 1975, Angola giành được độc lập nhưng đất nước lại rơi vào tình trạng nội chiến. Chính phủ của Tổng thống Agostinho Neto được sự giúp đỡ của Cuba phải đương đầu với Liên minh Dân tộc vì nền Độc lập Toàn vẹn Angola (UNITA) được Nam Phi hậu thuẫn. Năm 1979, sau khi Tổng thống Neto qua đời, Dos Santos tiếp tục lãnh đạo đất nước. Năm 1988, hiệp định được ký kết giữa Angola, Nam Phi và Cuba dẫn đến việc đình chiến trong vùng lãnh thổ Bắc Namibia và Nam Angola. Từ năm 1989, quân đội Nam Phi và Cuba rút khỏi Angola.
Năm 1990, Tổng thống Dos Santos công bố sắc lệnh thiết lập thể chế đa đảng. Năm 1992, cuộc bầu cử đa đảng được tiến hành, Tổng thống đương nhiệm José Eduardo dos Santes và MPLA thắng cử. Savimbi và UNITA thất cử gian lận và phát động một cuộc nội chiến mới.
Bốn năm tương đối yên tĩnh (1994-1998), kể từ khi Liên Hiệp quốc giám sát Hiệp định hòa bình Lusaka năm 1994.
Năm 1997, Angola đồng ý thành lập một Chính phủ liên minh với UNITA, nhưng Savimbi xâm phạm Hiệp định bằng cách từ chối hủy bỏ căn cứ, không giải tán quân đội và chiếm lại một số lãnh thổ. Do đó, Chính phủ trì hoãn việc liên minh năm 1998 và đất nước chìm sâu vào nội chiến. Các công dân Angola lại phải tiếp tục hứng chịu đau khổ. Sự thù nghịch gây ảnh hưởng đến bốn triệu người (1/3 dân số) và khoảng hai triệu người phải đi tị nạn.
Tháng 2 năm 2002, quân đội Chính phủ đã giết Jonas Savimbi.
Quân đội đã hoàn toàn kiệt sức của Savimbi sẵn sàng hạ vũ khí đầu hàng. Sáu tuần lễ sau, các lãnh đạo phe nổi dậy ký hiệp định ngừng bắn, báo hiệu kết thúc cuộc nội chiến kéo dài 30 năm. Trong vòng năm tuần lễ kế tiếp, 80% quân đội nổi dậy đã giải trừ vũ khí, trật tự được bảo đảm nhưng khoảng hơn nửa triệu dân Angola phải đối mặt trước nạn đói.

### Thời kỳ thuộc địa
Năm 1648, Bồ Đào Nha tái chiếm Luanda và khởi động quá trình tái chinh phục những vùng đất đai đã mất, và đã hoàn toàn khôi phục quyền kiểm soát năm 1650. Những hiệp ước về quan hệ với Kongo năm 1649 và Vương quốc Matamba của Njinga cũng như Ndongo năm 1656. Cuộc chinh phục Pungo Andongo năm 1671 là cuộc mở rộng lớn cuối cùng của người Bồ Đào Nha, bởi những nỗ lực chinh phục Kongo năm 1670 và Matamba năm 1681 không thành công.
Bồ Đào Nha đã mở rộng lãnh thổ quả mình phía sau thuộc địa Benguela ở thế kỷ XVIII, và bắt đầu nỗ lực chiếm các vùng khác vào giữa thế kỷ XIX. Quá trình này mang lại ít thắng lợi cho tới tận những năm 1880. Quyền kiểm soát hành chính hoàn toàn của Bồ Đào Nha ở vùng phía trong chỉ thực sự diễn ra từ đầu thế kỷ XX. Năm 1951 thuộc địa được đổi thành một tỉnh hải ngoại, cũng được gọi là Tây Phi Bồ Đào Nha.
Bồ Đào Nha đã hiện diện tại Angola trong gần 500 năm, và những phản ứng đầu tiên của người dân ở đây nhằm kêu gọi một nền độc lập rất pha tạp.

### Độc lập
Sau khi lật đổ chính phủ phát xít Bồ Đào Nha bằng một cuộc đảo chính mang hơi hướng xã hội chủ nghĩa, các đảng quốc gia Angola bắt đầu đàm phán về độc lập vào tháng 1 năm 1975. Một thỏa thuận với chính phủ Bồ Đào Nha được đưa ra, theo đó độc lập cho Angola sẽ được tuyên bố vào tháng 11 năm 1975. Hầu như ngay lập tức, một cuộc nội chiến nổ ra giữa MPLA, UNITA và FNLA, và ngày càng trầm trọng thêm với sự can thiệp từ bên ngoài. Ngay khi độc lập khỏi Bồ Đào Nha năm 1975, thủ đô và chính phủ danh nghĩa của Angola rơi vào Phong trào Giải phóng Nhân dân độc đảng trị. Trước đó, UNITA và FLNA được Zaire,Hoa Kỳ,và Nam Phi hậu thuẫn đã kiểm soát được miền Bắc, miền Nam, Tây và Tây Nam. Một phần Miền trung, bờ biển phía Tây và Thủ đô Luanda do MPLA kiểm soát. Một thời gian trước khi dược trao trả độc lập, cuộc nội chiến bắt đầu.
Để bảo vệ 1.376 kilômét biên giới với Tây Nam Phi của Angola chống lại sự xâm nhập của du kích Tổ chức Nhân dân Tây Nam Phi (SWAPO) có cơ sở tại Angola, các lực lượng quân đội Nam Phi đã dọn một dải trắng rộng một kilômét tại Angola với chiều dài gần một nửa đường biên giới. Zaire, vốn từng cung cấp hỗ trợ cho các du kích FNLA, nhanh chóng cung cấp viện trợ cho cả UNITA. Tới lượt mình, Liên bang Xô viết tăng mạnh viện trợ quân sự cho MPLA với các thiết bị quân sự như xe bọc thép, máy bay, cố vấn, trong khi một số lượng lớn quân đội Cuba được máy bay Liên Xô đưa tới Angola trong một nỗ lực công khai nhằm thiết lập sự cân bằng quân sự có lợi cho MPLA. Tới tháng 10 năm 1975, MPLA và các lực lượng Cuba đã kiểm soát Luanda, và đa phần cơ sở hạ tầng đất nước, buộc các lực lượng UNITA phải chuyển sang chiến thuật du kích. MPLA đơn phương tuyên bố mình là chính phủ thực tế của đất nước khi độc lập được tuyên bố chính thức vào ngày 11 tháng 11, và Agostinho Neto trở thành tổng thống Angola đầu tiên.Nước Cộng hòa nhân dân Angola ra đời (đến năm 1991 hệ thống đa đảng được áp dụng, Nhà nước đổi tên là Cộng hòa Angola).
Năm 1976, FNLA bị quân đội Cuba đánh bại, chỉ còn lại MPLA và UNITA (khi ấy được Hoa Kỳ và Nam Phi hậu thuẫn) cạnh tranh quyền lực. Từ năm 1979, Jose Eduardo dos Santos đã nắm quyền lãnh đạo chính trị đất nước. Dù hệ thống đa đảng đã được áp dụng từ năm 1991, Đảng Lao động của Phong trào Giải phóng Nhân dân vẫn nắm quyền lực.

### Nội chiến
Cuộc xung đột giữa MPLA và UNITA diễn ra ở vùng nông thôn, được tiếp thêm sức lực bởi cuộc xung đột địa chính trị thời Chiến tranh lạnh và bởi khả năng tiếp cận các nguồn tài nguyên thiên nhiên Angola của cả hai bên. MPLA dựa vào nguồn tài chính từ dầu mỏ ngoài khơi, trong khi UNITA lại có được nguồn kim cương dễ dàng buôn lậu được qua vùng biên giới (LeBillon, 1999).
Năm 1991, hai bên đồng ý với Hiệp ước Bicesse với ý định chuyển đổi Angola từ một nước một đảng thành một chế độ đa đảng với các cuộc bầu cử dân chủ năm 1992. Tổng thống dos Santos dẫn đầu sau vòng một cuộc bỏ phiếu với hơn 49% số phiếu bầu, trong khi Jonas Savimbi đạt 40%. Sau những tuyên bố gian lận bầu cử, cuộc nội chiến tiếp diễn, và vòng bầu cử tiếp theo không bao giờ diễn ra.
Một hiệp ước hòa bình năm 1994 (nghị định thư Lusaka) giữa chính phủ và UNITA tạo cơ hội cho lực lượng UNITA phiến loạn cũ tham gia chính phủ. Một chính phủ hợp nhất quốc gia được thành lập năm 1997, nhưng nhiều trận đánh đẫm máu lại tái diễn cuối năm 1998, khiến hàng trăm nghìn người mất nhà cửa. Tổng thống dos Santos một lần nữa lại ngừng kế hoạch về một chính phủ thống nhất. Dù có lời hứa về một chính phủ bầu cử dân chủ và một hệ thống đa đảng, Đảng Lao động của Mặt trận Giải phóng Nhân dân (PLM) vẫn nắm quyền lực.

### Ngừng bắn với UNITA
Ngày 22 tháng 2 năm 2002, Jonas Savimbi, lãnh đạo UNITA, đã bị giết trong một trận đánh với quân chính phủ, và một thỏa thuận ngừng bắn diễn ra giữa hai phe. UNITA từ bỏ nhánh vũ trang và nắm vai trò đảng đối lập chính. Dù tình thế chính trị trong nước bắt đầu ổn định, Tổng thống dos Santos vẫn từ chối tiến hành các quá trình gây dựng các định chế dân chủ. Trong số những vấn đề lớn của Angola có sự khủng hoảng nhân đạo (kết quả của cuộc chiến tranh kéo dài), số lượng mìn sát thương to lớn, và những hoạt động du kích đòi độc lập của tỉnh phía bắc Cabinda (Frente para a Libertação do Enclave de Cabinda).
Như nhiều quốc gia Hạ Sahara khác, Angola là nơi thường xuyên bùng phát các loại bệnh dịch lây nhiễm theo định kỳ. Tháng 4 năm 2005, Angola nằm ở trung tâm cuộc bùng phát virus Marburg nhanh chóng trở thành vụ dịch sốt xuất huyết tồi tệ nhất trong lịch sử, với hơn 237 người chết trong số 261 người mắc bệnh, và đã lan ra 7 trên 18 tỉnh vào ngày 19 tháng 4 năm 2005.
Tổng thống Dos Santos đã cam kết sẽ tổ chức cuộc bầu cử quốc hội vào năm 2006. Angola đang từng bước tái thiết đất nước sau 27 năm nội chiến.
Từ hơn 1 nửa thế kỉ nay, cuộc nội chiến đã làm 1,5 triệu người chết, nghĩa là hơn 160 người mỗi ngày. Tổng thống Dos Santos đã tổ chức bầu cử tổng thống vào năm 2008 sớm hơn dự kiến 1 năm. Cuộc bầu cử tiếp theo sẽ được tổ chức vào năm 2012.

## Chính trị
Khẩu hiệu quốc gia của Angola là "Virtus Unita Fortior", một câu tiếng La tinh nghĩa "Đoàn kết mang lại Sức mạnh".
Nhánh hành pháp của chính phủ gồm Tổng thống, Thủ tướng (hiện tại là Fernando da Piedade Dias dos Santos) và Hội đồng Bộ trưởng. Hiện nay, quyền lực chính trị tập trung trong tay Tổng thống. Hội đồng Bộ trưởng, gồm toàn bộ các bộ trưởng và thứ trưởng trong chính phủ, nhóm họp thường xuyên để bàn bạc các vấn đề chính sách. Toàn quyền 18 tỉnh được chỉ định và hành động theo chỉ đạo của Tổng thống. Luật Hiến pháp năm 1992 phác thảo cơ cấu chính phủ và mô tả các quyền cũng như nghĩa vụ công dân. Hệ thống pháp luật dựa trên mô hình Bồ Đào Nha và luật phong tục nhưng nó còn yếu kém và chưa thống nhất, tòa án chỉ có mặt tại 12 trên tổng số 140 thành phố. Tòa án Tối cao đồng thời là tòa phúc thẩm; một Tòa án Hiến pháp với quyền lực phán xét nhưng chưa bao giờ thực thi quyền của mình. Những người chỉ trích đã so sánh chính quyền một đảng trị hiện nay tại Angola với chế độc độc tài của António de Oliveira Salazar tại Bồ Đào Nha, dưới thời cầm quyền của ông này người dân Angola đã bắt đầu đứng lên đòi độc lập từ nhiều năm trước.
Sau cuộc Nội chiến Angola kéo dài 27 năm, tàn phá nền chính trị và các định chế xã hội đất nước. Liên hiệp quốc ước tính có 1.8 triệu người đã phải chuyển chỗ ở trong nước, trong khi con số người bị ảnh hưởng bởi chiến tranh được nhiều bên chấp nhận là 4 triệu người. Những điều kiện sinh hoạt hàng ngày của người dân trên khắp nước và đặc biệt tại Luanda (với số dân gần 4 triệu người) phản ánh sự sụp đổ của hạ tầng hành chính cũng như nhiều định chế xã hội. Tình hình kinh tế nguy ngập hiện nay đã ngăn cản bất kỳ nỗ lực nào của chính phủ nhằm hỗ trợ các định chế xã hội. Bệnh viện không có thuốc hay những trang thiết bị căn bản, trường học không có sách, và những công chức thường thiếu thiết bị làm việc cần thiết hàng ngày.
Chính phủ hiện nay đã thông báo ý định tổ chức bầu cử vào năm 2006. Các cuộc bầu cử đó là lần đầu tiên kể từ năm 1992 và sẽ chọn ra một tổng thống và Quốc hội mới.
Về đối ngoại, Angola tích cực hội nhập với khu vực và thế giới. Hiện là thành viên của LHQ, AU, Phong trào không liên kết, SADC, COMESA, ACP, PALOP, WTO, AfDB, IMF, WB... Angola theo đường lối không liên kết, thực dụng, ưu tiên quan hệ với các nước nói tiếng Bồ Đào Nha và các nước khu vực, đặc biệt là miền Nam châu Phi, tranh thủ quan hệ với Mỹ, Tây Âu, Nhật Bản, Trung Quốc, duy trì quan hệ với các nước bạn bè truyền thống.

## Khu vực hành chính

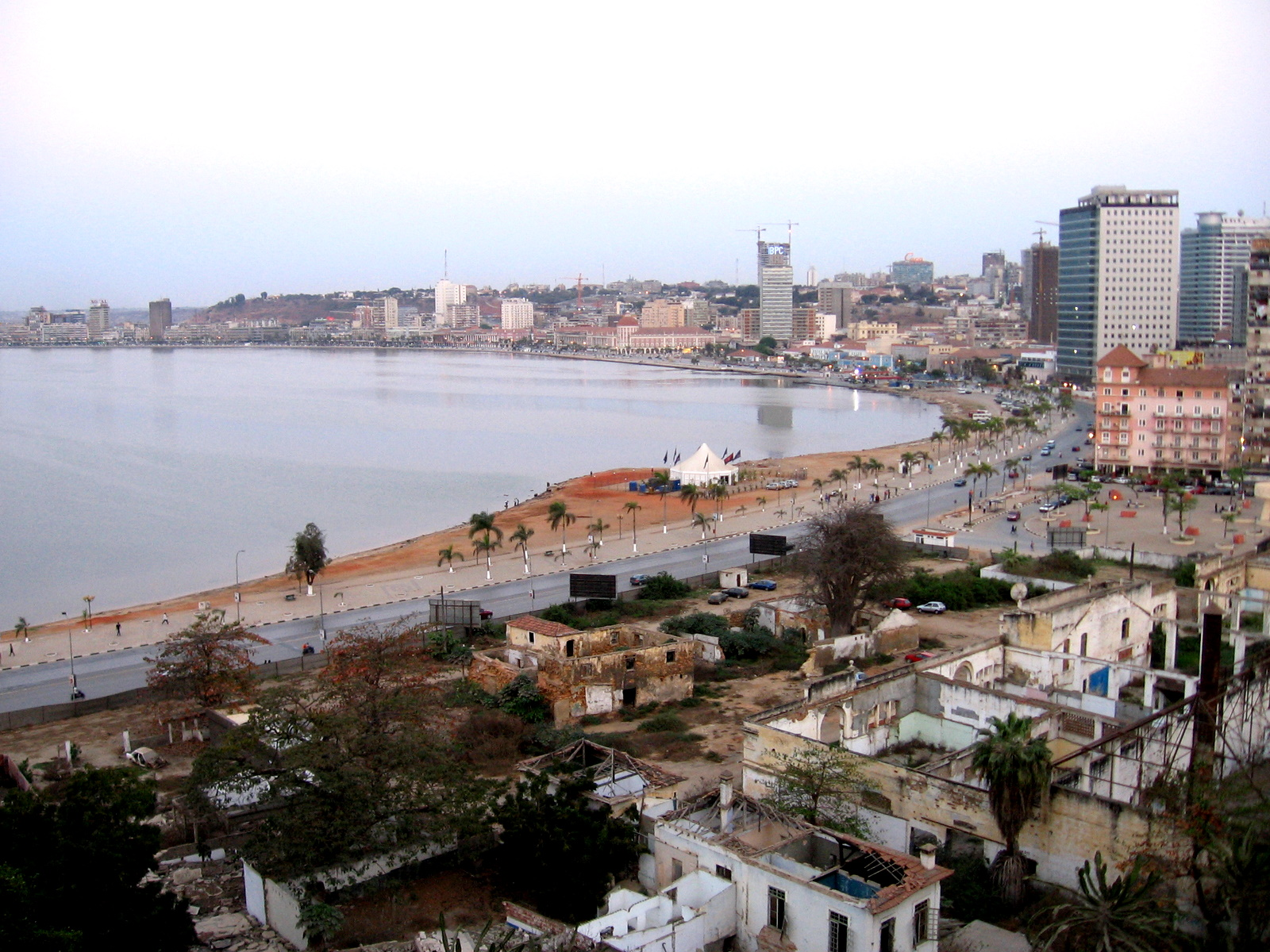
Thủ đô Luanda, Angola.

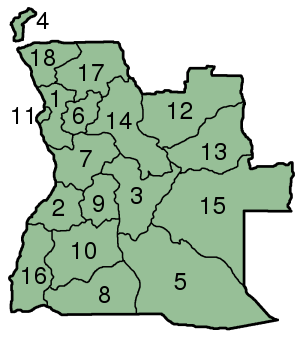
Bản đồ Angola với các tỉnh được đánh số.

Angola được chia thành mười tám tỉnh (províncias) và 158 khu vực đô thị (municípios). Các tỉnh gồm:
| 1 Bengo 2 Benguela 3 Bié 4 Cabinda 5 Cuando Cubango 6 Cuanza Norte |  | 7 Cuanza Sul 8 Cunene 9 Huambo 10 Huila 11 Luanda 12 Lunda Norte |  | 13 Lunda Sul 14 Malanje 15 Moxico 16 Namibe 17 Uíge 18 Zaire |

## Kinh tế

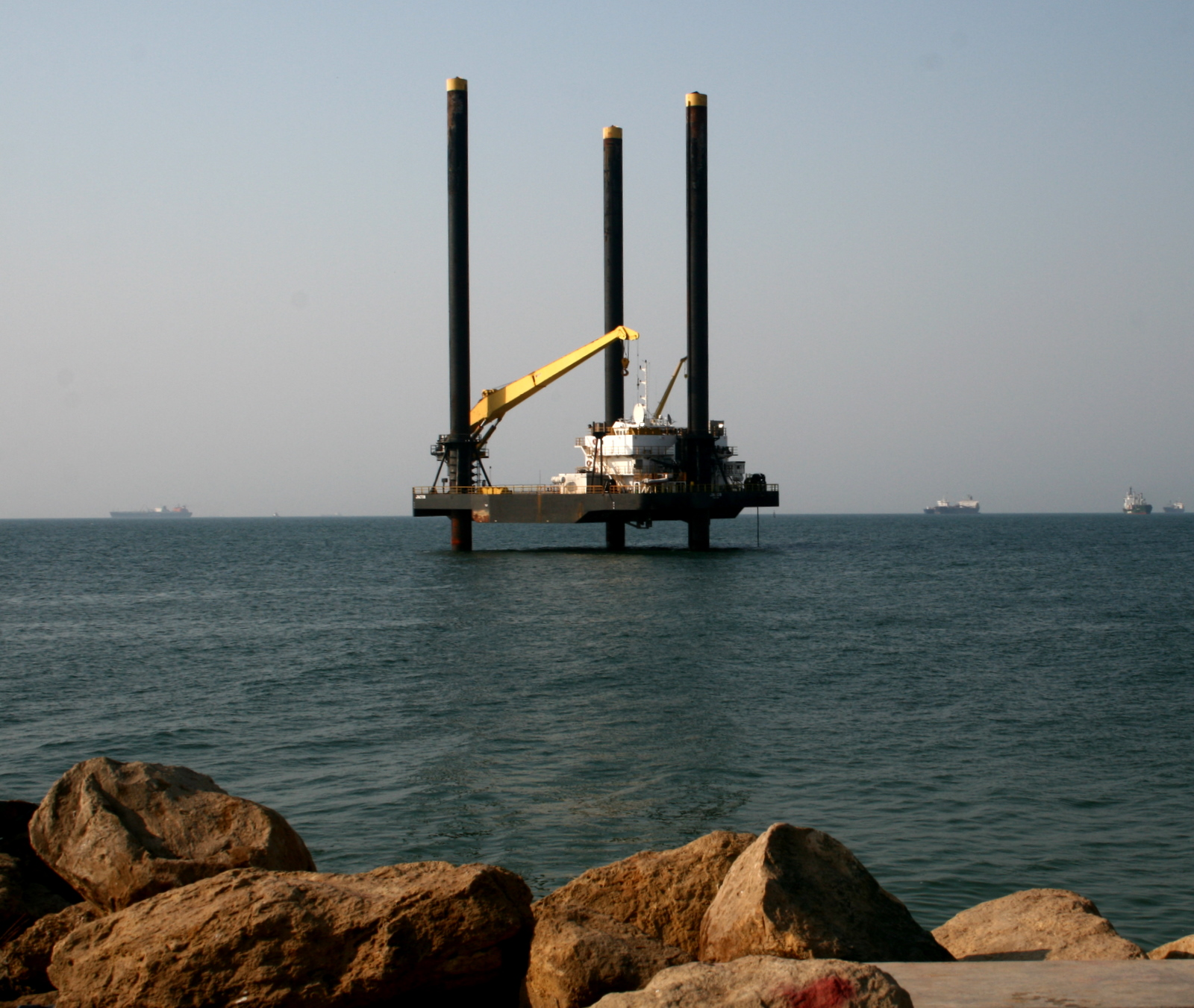
Các mỏ dầu ngoài khơi Angola, tháng 6 năm 2010.

Trong những năm gần đây, nền kinh tế Angola đã trải qua một giai đoạn chuyển đổi, từ tình trạng lộn xộn do một phần tư thế kỷ chiến tranh sang một nền kinh tế phát triển nhanh tại Châu Phi và là một trong những nền kinh tế phát triển nhanh nhất thế giới. Năm 2004, ngân hàng Eximbank của Trung Quốc đã đồng ý cho Angola vay 2 tỷ dollar. Khoản tiền này sẽ được dùng để tái xây dựng cơ sở hạ tầng trong nước, dù nó vẫn bị giới hạn do ảnh hưởng từ Quỹ Tiền tệ Quốc tế trong nước.  Lưu trữ ngày 14 tháng 5 năm 2005 tại Wayback Machine Tăng trưởng hầu như chỉ dựa vào sản xuất dầu mỏ, đã vượt mức 1.4 tỷ thùng mỗi ngày vào cuối năm 2005 và dự tính sẽ đạt 2 tỷ thùng mỗi ngày năm 2007. việc kiểm soát ngành công nghiệp dầu khí vẫn được tập trung vào tay Sonangol Group, một liên doanh có phần sở hữu của chính phủ Angola. Nền kinh tế tăng trưởng 18% năm 2005; và dự kiến sẽ đạt 26% năm 2006 và tiếp tục ở mức trên 10% trong thập kỷ này. An ninh có được nhờ những cuộc đàm phán hòa bình năm 2002 đã dẫn tới việc tái định cư cho 4 triệu người phải rời bỏ nhà cửa trước kia, dẫn tới tăng trưởng mạnh trong sản xuất nông nghiệp. Với nguồn thu tăng mạnh từ xuất khẩu dầu mỏ, chính phủ đã bắt đầu đưa ra các chương trình phát triển đầy tham vọng trong xây dựng đường sá và các cơ sở hạ tầng căn bản khác của quốc gia.
Năm 2008, là năm đánh dấu bước tăng trưởng ngoạn mục của nền kinh tế Angola. Nhờ đợt giá dầu tăng kỷ lục, GDP đã đạt 95,95 tỷ USD, tăng 15,1% so với năm trước, tiếp tục đà tăng trưởng trên 15% trong giai đoạn 2004-2007. Sản xuất dầu và các ngành hỗ trợ đã đóng góp 85% tổng GDP của quốc gia này. Ngành xây dựng và nông nghiệp cũng đang từng bước tăng trưởng mạnh. Mặc dù vậy, hoạt động sản xuất nông nghiệp vẫn không đủ cung cấp lương thực trong nước và Angola vẫn phải nhập khoảng một nửa lượng lương thực cho người dân. Năm 2003, ngân hàng trung ương đã thực hiện chương trình ổn định tỷ giá hối đoái, sử dụng các quỹ ngoại hối để mua nội tệ, giảm lạm phát. Tỉ lệ lạm phát đã giảm đáng kể từ 325% năm 2000 xuống còn 13% năm 2008. Cuối năm 2006, Angola trở thành thành viên OPEC. Để có thể tận dụng nguồn tài nguyên giàu có hiện tại như vàng, kim cương, lâm sản, thủy sản và đặc biệt là dầu mỏ, chính phủ Angola cần tiếp tục cải cách, tăng cường minh bạch hóa và hạn chế tham nhũng. Tệ nạn tham nhũng và những tác động tiêu cực của một lượng lớn các dòng ngoại tệ chảy vào đang là những thách thức mà Angola phải đối mặt.
Công nghiệp chiếm 65,8% GDP của Angola, với nhiều ngành khác nhau, trong đó khai khoáng đóng vai trò quan trọng bậc nhất. Các sản phẩm công nghiệp chủ yếu của Angola là dầu mỏ, vàng, kim cương, sắt, phốt phất, bô-xít, uranium, ximăng, các kim loại cơ bản, chế biến cá và thức ăn, thuốc lá, đường, dệt may, sửa chữa tàu... Trong đó dầu lửa chiếm tới 90% giá trị xuất khẩu của Angola.
Nông nghiệp thu hút tới 85% lao động nhưng chỉ đóng góp khoảng 9,2% vào GDP của Angola, và hàng năm Angola vẫn phải nhập khẩu 1 nửa lượng lương thực phục vụ cho nhân dân. Angola sản xuất các loại nông sản chính như chuối, mía, cà phê, xi đan, ngô, bông, sắn, thuốc lá, rau, lâm sản, hải sản, cây mã đề, vật nuôi...
Lĩnh vực dịch vụ của Angola khá phát triển, chiếm 24,6% GDP.
Về ngoại thương, năm 2010 Angola xuất khẩu khoảng 51,65 tỷ USD (f.o.b) gồm các mặt hàng chính như dầu thô, kim cương, sản phẩm dầu tinh chế, khí ga, cà phê, xi đan, cá và hải sản, sợi bông... Thị trường xuất khẩu chính của Angola gồm Trung Quốc, Mỹ, Pháp, Nam Phi.
Năm 2010, Angola nhập khẩu khoảng 18,1 tỷ USD (f.o.b) các mặt hàng như máy móc thiết bị, hoá chất, sản phẩm xăng dầu, thiết bị khoa học, hàng tiêu dùng, thực phẩm, đồ quân dụng... Thị trường nhập khẩu của Angola gồm: Bồ Đào Nha, Trung Quốc, Mỹ, Nam Phi, Brasil, Nhật Bản và Pháp.
Angola có nhiều tài nguyên: dầu lửa, kim cương, vàng, bạc, đồng, cô-ban, thiếc, kẽm, sắt, gỗ, hải sản... Dầu lửa (sản lượng trên 2 triệu thùng/ngày, chiếm khoảng 85% GDP, 78% thu ngân sách); kim cương (trên 01 tỷ USD), là nguồn thu nhập ngoại tệ chủ yếu của nước này. Cá và gỗ cũng là hai nguồn lợi quan trọng của Angola.
- Cơ cấu kinh tế theo GDP: nông nghiệp: 9,2%; công nghiệp: 65,8%; dịch vụ: 24,6%.
- Mặt hàng xuất khẩu: dầu lửa, kim cương, bông, gỗ, cà phê, hải sản. Bạn hàng xuất khẩu: Mỹ (32,1%), Trung Quốc (32%), Tây Âu, Nam Phi, Đài Loan. Mặt hàng nhập khẩu: Máy móc thiết bị, xe cộ, phụ tùng, lương thực, thuốc men, hàng tiêu dùng, hàng quân dụng. Bạn hàng nhập khẩu: Bồ Đào Nha, Trung Quốc, Brasil, Nam Phi, Tây Âu, Mỹ, Hàn Quốc...Dự trữ ngoại tệ vàng: 24,64 tỷ USD.
- GDP (thực tế): 85,8 tỷ USD (2010)
- GDP đầu người (thực tế): 3.400 USD (2010)
- Tốc độ tăng trưởng GDP: 5,9% (2010)

## Nhân khẩu học
Dân số Angola được ước tính là 36.149.000 người (năm 2023). Bao gồm các sắc tộc Ovimbundu chiếm 37%, Ambundu 25%, Bakongo 13%, và 25% là các dân tộc khác (bao gồm người Chokwe, Ovambo, Mbunda). Cũng như khoảng 2% là người mestiços (lai giữa châu Âu và châu Phi), người Trung Quốc chiếm 1,4% và 1% là người châu Âu.
Theo ước tính, Angola là nơi có khoảng 12.100 người tị nạn và 2.900 người tị nạn vào cuối năm 2007. Có 11.400 người tị nạn từ Cộng hòa Dân chủ Congo đến trong những năm 1970.  Tính đến năm 2008 có khoảng 400.000 công nhân nhập cư vào Angola, trong đó có 30.000 người Bồ Đào Nha, và khoảng 259.000 người Trung Quốc.
Từ năm 2003, có hơn 400.000 người di cư từ Congo đã bị trục xuất khỏi Angola. Trước khi độc lập vào năm 1975, Angola đã có một cộng đồng khoảng 350.000 người Bồ Đào Nha; hiện nay, có khoảng 200.000 người được đăng ký với cơ quan lãnh sự, và đang tăng lên do cuộc khủng hoảng nợ tại Bồ Đào Nha. Người Trung Quốc đứng ở mức 258.920, chủ yếu gồm những người di cư tạm thời.
Tổng tỷ suất sinh của Angola là 5,54 con trên một phụ nữ (ước tính 2012), đứng thứ 11 về tỷ suất trên thế giới.
Các ngôn ngữ tại Angola gồm ngôn ngữ của các dân tộc khác nhau cộng với tiếng Bồ Đào Nha do quốc gia này là một thuộc địa cũ của Bồ Đào Nha. Các ngôn ngữ bản địa sử dụng nhiều nhất là tiếng Umbundu, Kimbundu, và Kikongo. Tiếng Bồ Đào Nha cũng được công nhận là ngôn ngữ chính thức của đất nước.
Angola lập quan hệ ngoại giao với Việt Nam ngày 12 tháng 11 năm 1975. Hiện nay, Việt Nam đã thiết lập đại sứ quán, trước chỉ có lãnh sự quán ở đây. Khoảng 200.000 người Việt đang sinh sống ở Angola với nhiều nghề như bán quần áo may sẵn, làm ảnh và các chuyên gia giáo dục và y tế.

## Tôn giáo

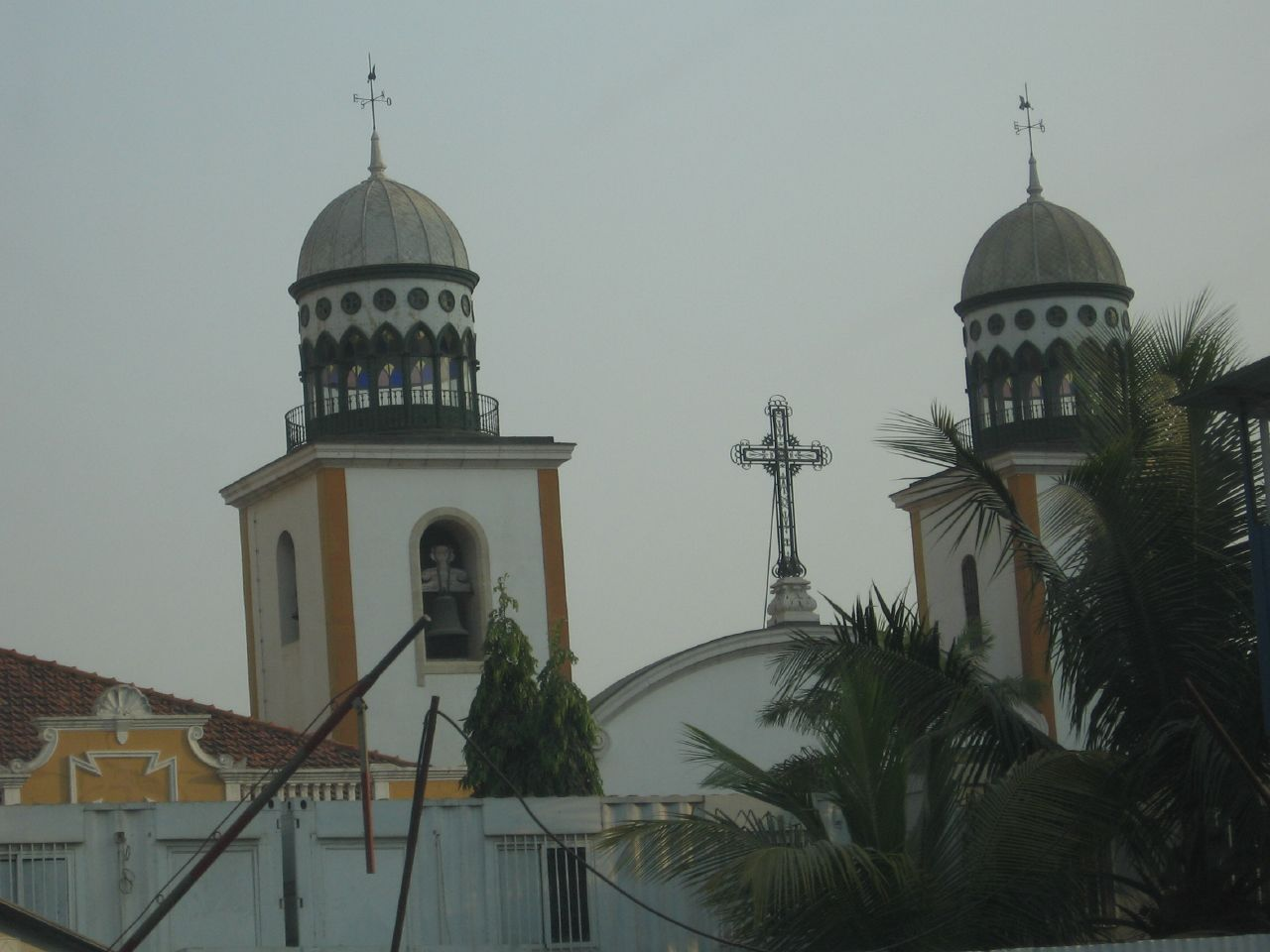
Một nhà thờ Kitô giáo ở Luanda

Angola là một quốc gia Kitô giáo. Có khoảng 1.000 cộng đồng tôn giáo trong nước. Công giáo La Mã chiếm khoảng một nửa dân số. Giáo phái Kitô giáo khác bao gồm Baptist, Methodist, Giáo hội Luther, Giáo hội Cơ Đốc Phục Lâm, Nhân chứng của Jehovah chiếm khoảng một phần tư dân số. Kể từ khi độc lập, Phong trào Ngũ Tuần, Tin Lành và các cộng đồng khác đã xuất hiện.
Ngoài ra, còn có thiểu số người Hồi giáo, bao gồm những người nhập cư từ các quốc gia châu Phi và các nước khác, những người không tạo thành một cộng đồng. Vài nhóm người Angola bản xứ – chủ yếu là trong các xã hội nông thôn xa xôi tuyên xưng tôn giáo truyền thống của châu Phi, nhưng niềm tin truyền thống tồn tại trong một phần đáng kể của những người đã theo đạo Chúa.

### Kitô giáo
Kitô giáo đến Angola đầu năm 1491, do các nhà truyền giáo đến từ São Salvador. Năm 1878, các nhà truyền giáo Tin Lành đầu tiên thuộc giáo phái Baptists, đến Angola. Năm 1897, Hội Truyền giáo Tin Lành Angola được thành lập tại Cabinda, và Hội Truyền giáo Sứ mệnh Bắc năm 1925, trong Uíge.
Ở Angola, người Bakongo đa số là một trong những nhóm người có rất nhiều Kitô hữu, chỉ 1,5% dân số của sắc tộc này giữ các niềm tin bản địa.
Theo CIA World Factbook, Công giáo La Mã được thực hiện bởi 50% dân số, 25% là người Tin Lành, trong khi 25% thực hành tín ngưỡng bản địa.

### Hồi giáo
Hồi giáo tại Angola là một tôn giáo thiểu số với 80,000-90,000 tín đồ, thành phần chủ yếu là người di cư từ Tây Phi và các gia đình có nguồn gốc Leban Hiệp hội phát triển Hồi giáo Angola là tổ chức cải đạo chính. Hồi giáo được đại diện bởi Hội đồng tối cao của người Hồi giáo ở Luanda.

### Các danh sách
- Danh sách các công ty Angola
- Danh sách các nhà văn Angola
- Danh sách các chủ đề liên quan tới Angola